# Тјековска Брезњица
Тјековска Брезњица (слч. Tekovská Breznica) насељено је мјесто са административним статусом сеоске општине (слч. obec) у округу Жарновица, у Банскобистричком крају, Словачка Република.

## Становништво
| Година:    | 1994. | 2004.   | 2014.   | 2024.   |
| ---------- | ----- | ------- | ------- | ------- |
| Број људи: | 1355  | 1295    | 1247    | 1201    |
| Разлика:   |       | -4,42 % | -3,70 % | -3,68 % |

| Година:    | 2023. | 2024.   |
| ---------- | ----- | ------- |
| Број људи: | 1199  | 1201    |
| Разлика:   |       | +0,16 % |

Према подацима о броју становника из 2011. године насеље је имало 1.250 становника.